# Бутко, Александр Васильевич
Александр Васильевич Бутко (род. 7 октября 1957 года, с. Ковали Чернухинского р-на Полтавской области УССР) — украинский журналист, редактор, телевизионный менеджер. Генеральный директор телеканала «Tonis».

## Биография

### Ранние годы. Образование
Родился 7 октября 1957 года в с. Ковали Чернухинского р-на Полтавской области УССР. Окончил факультет журналистики Киевского государственного университета им. Т. Г. Шевченко (1980).

### Карьера
- 1980—1992 — редактор, старший редактор, ответственный выпускающий, заведующий отделом Украинского радио Гостелерадио УССР.
- 1992—1995 — главный редактор массовых и зрелищных программ Укртелерадиокомпании.
- 1995—1997 — главный редактор творческо-производственного объединения «Юность» Национальной телекомпании Украины, директор творческо-производственного объединения «Новое поколение».
- 1997—2001 — директор творческо-производственного объединения «Украинские телевизионные новости», первый вице-президент Национальной телекомпании Украины.
- 2001—2002 — заместитель шеф-редактора по вопросам телевидения журнала «Президент».
- 2002—2003 — координатор проекта телекомпании «Гравис».
- 2003—2003 — редактор телекомпании «Студия плюс».
- 2003—2005 — вице-президент Национальной радиокомпании Украины, член Национального совета Украины по вопросам телевидения и радиовещания.
- С 7 сентября 2011 — генеральный директор телеканала «Tonis».

Член Национального союза журналистов Украины с 1997 года.

## Награды
- Почётная грамота Кабинета Министров Украины (15 ноября 2001 года) — за весомый личный вклад в развитие украинского телевидения и высокий профессионализм[1].